# Людовик I (граф Фландрії)
Людовик (Луї) I Неверський (1304 — 26 серпня 1346) — граф Фландрський з 1322 р, граф Неверський (Людовик II) з 1322 р, граф Ретельський з 1328 року з династії Дамп'єр. Син Людовика I (графа Неверу) та його дружини Іоанни (графині Ретеля).

## Біографія
Виховувався при французькому дворі. Після смерті батька Людовик успадкував Неверське графство, а після смерті діда, Роберта III Бетюнського — Фландрське графство.
Ставши графом Фландрії, Людовик орієнтував свою політику на Францію, васалом якої він був. При ньому Фландрія фактично стала французькою провінцією. Він закінчив довгу династичну війну з графами Геннегау (Ено) через Зеландію, уклавши 6 березня 1323 договір, за яким Західна Зеландія відійшла до Віллему III, графу Геннегау, а інша частина — Фландрії.
В 1325 його піддані повстали, в результаті чого Людовик був змушений втекти до Франції. Повернувся він до влади тільки в 1328 році за підтримки французької армії.
Він продовжував дотримуватися профранцузької політики і тоді, коли в 1336 король Англії Едуард III наклав ембарго на експорт вовни у Фландрію, в результаті чого суконна промисловість опинилася на межі розвалу. Фламандські торговці міст Гент, Брюгге і Іпр об'єдналися під проводом Якоба ван Артевельде і вступили в союз з Англією. В результаті в 1339 Людовик був вигнаний з Фландрії.
Після початку Столітньої війни Людовик бився з англійцями в рядах французької армії. Він загинув 26 серпня 1346 в битві при Кресі.

## Родина
Дружина — Маргарита I (1309—1382), пфальцграфиня Бургундії та графиня Артуа з 1361, дочка Філіппа V (короля Франції) та його дружини Іоанни II (пфальцграфині Бургундії).
Діти:
- Людовик II Мальський (29 листопада 1330 — 30 січня 1384), граф Фландрії (Людовик II), Невера (Людовик III) і Ретеля (Людовик II) з 1346, пфальцграф Бургундії (Людовик I) і граф Артуа (Людовик II) з 1382.

Бастарди:
- Людовик le Haze (уб. 28 вересня 1396).
- Людовик le Friese (уб. 28 вересня 1396).
- (Від Ів де Ліу) Іоанн I Безземельний (уб. 28 вересня 1396), сеньйор де Дрінхам.
- Роберт (пом. 21 квітня 1434), сеньйор d'Everdinghe.
- (Від Маргарити Хасельшутс) Віктор (пом. 1442), сеньйор Урсель, адмірал Бургундії.
- Петер (пом. 3 березня 1376).
- Реннекін (пом. Після 1394).
- Геннекін (пом. Після 1394).
- Маргарита (пом. 28 квітня 1415; 1-й чоловік: з Грудня 1373 Флоріс ван Мелдегем (пом. 10 листопада 1374); 2-й чоловік: Гектор ван Воорхаут; 3-й чоловік :. з бл. 1391 Зігер ван Гент.
- Іоанна; чоловік: Тьєррі де Хондесхотт (уб. 25 жовтня 1415).
- Беатриса; чол.: Роберт Тенков, сеньйор де Блесвельт.
- Маргарита (пом. березень 1388.); чол.: Роберт, сеньйор де Ваврин і de Lilers (уб. 25 жовтня 1415).
- Маргарита, аббатиса Педегема 1414.
- Катерина; чоловік: з 1390.
- Катерина, монахиня.